# Dolina Dolnej Odry
Dolina Dolnej Odry, česky Dolina Dolní Odry nebo Dolní Poodří a německy Unteres Odertal, je geomorfologický celek, říční údolí, podlouhlá nížina a niva na dolním toku řeky Odra. Patří do geomorfologické oblasti Pobrzeże Szczecińskie (Štětínské pobřeží) geomorfologické subprovincie Pobrzeża Południowobałtyckie (Jihobaltské pobřeží) z rozsáhlého pásma Středoevropské nížiny. Má polské geomorfologické značení 313.24 a prochází jim polsko-německá státní hranice. Polská část se nachází v okrese Gryfino (gmina Cedynia, gmina Chojna, gmina Widuchowa a gmina Gryfino), okrese Police (gmina Kołbaskowo, gmina Police a gmina Nowe Warpno), okrese Goleniów (gmina Goleniów, gmina Stepnica) ve Štětíně (Szczecin), ve Svinoústí (Świnoujście) a okrese Kamień (gmina Międzyzdroje a gmina Wolin) v západopomořanském vojvodství. Německá část se nachází v zemském okrese Barnim, zemském okrese Ukerská marka a v Braniborsku a v zemském okrese Přední Pomořansko-Greifswald v Meklenbursku-Předním Pomořansku.

## Popis a historie
Dolina Dolnej Odry vznikla působením zaniklých ledovců v dobách ledových a řekou Odrou. Zaujímá výrazné podlouhlé údolí řeky Odry od Cedynie po část Štětínského záliv u Stepnice. Jeho délka je přibližně 95 km a šířka 2 až 12 km. Zaujímá údolí řeky Odry od Cedynie až po Štětínský záliv u Stepnice. Jeho délka je přibližně 95 km, šířka 2 až 12 km. Dolina měla a má významný hospodářský a strategický význam. Dne 24. června 972 zde proběhla Bitva u Cedynie (Bitwa pod Cedynią) mezi vítěznými vojsky polského knížete Měška I. (935–992) a lužického markraběte Hodona I. (930–993). Na území, které se lidově nazývá např. „polská Amazonie“ se vyskytují četná vodní díla (kanály, poldry, mosty, ...) a chráněná území, kde nejvýznamnější chráněná území jsou národní parky - německý Nationalpark Unteres Odertal a v listopadu 2024 zřízený, v pořadí již 24. polský národní park, Park Narodowy Doliny Dolnej Odry (PNDDO).

### Města
- Cedynia
- Gartz (Oder)
- Gryfino
- Police
- Schwedt/Oder
- Stepnica
- Szczecin (Štětín)

### Turistika
Dolina Dolnej Odry, je lákavým turistickým cílem a je zde zřízeno velké množství cyklistických, turistických a lodních tras, např.:
- Mezinárodní cyklostezka Oder-Neiße-Radweg (Cyklotrasa Odra-Nisa)
- Mezinárodní okružní cyklostezka Szlak rowerowy R-66 (Stettiner Haff-Rundweg)
- Dálková cyklotrasa Szlak Zielona Odra
- Turistická trasa Szlak Nadodrzański
- Szlak przez Rajską Dolinę
- Szlak Stepnicko-Rokicki
- Lodní trasa Szlak kajakowy Międzyodrze
- Mezinárodní lodní trasa Szlak wodny Berlin - Szczecin - Bałtyk
- aj.

## Galerie

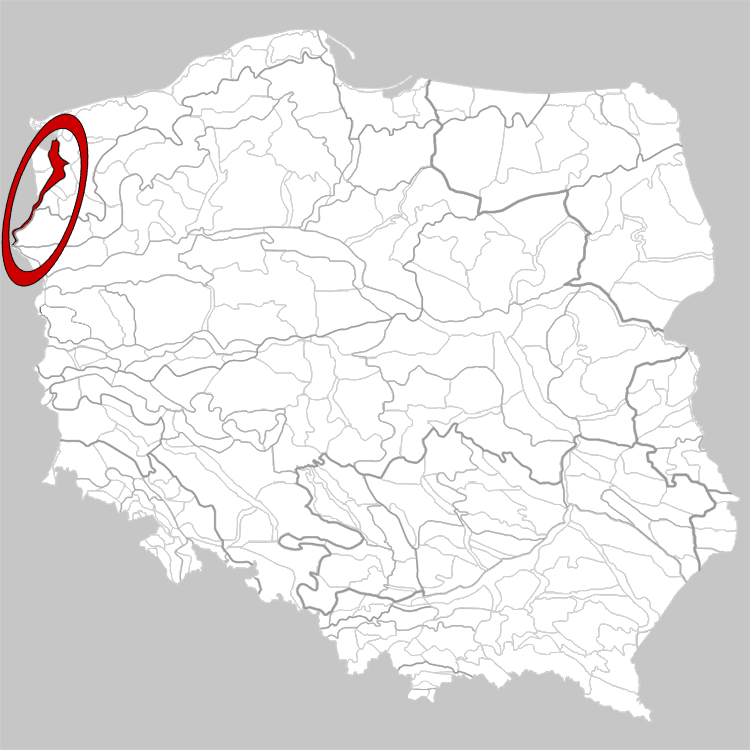
Poloha na mapě Polska
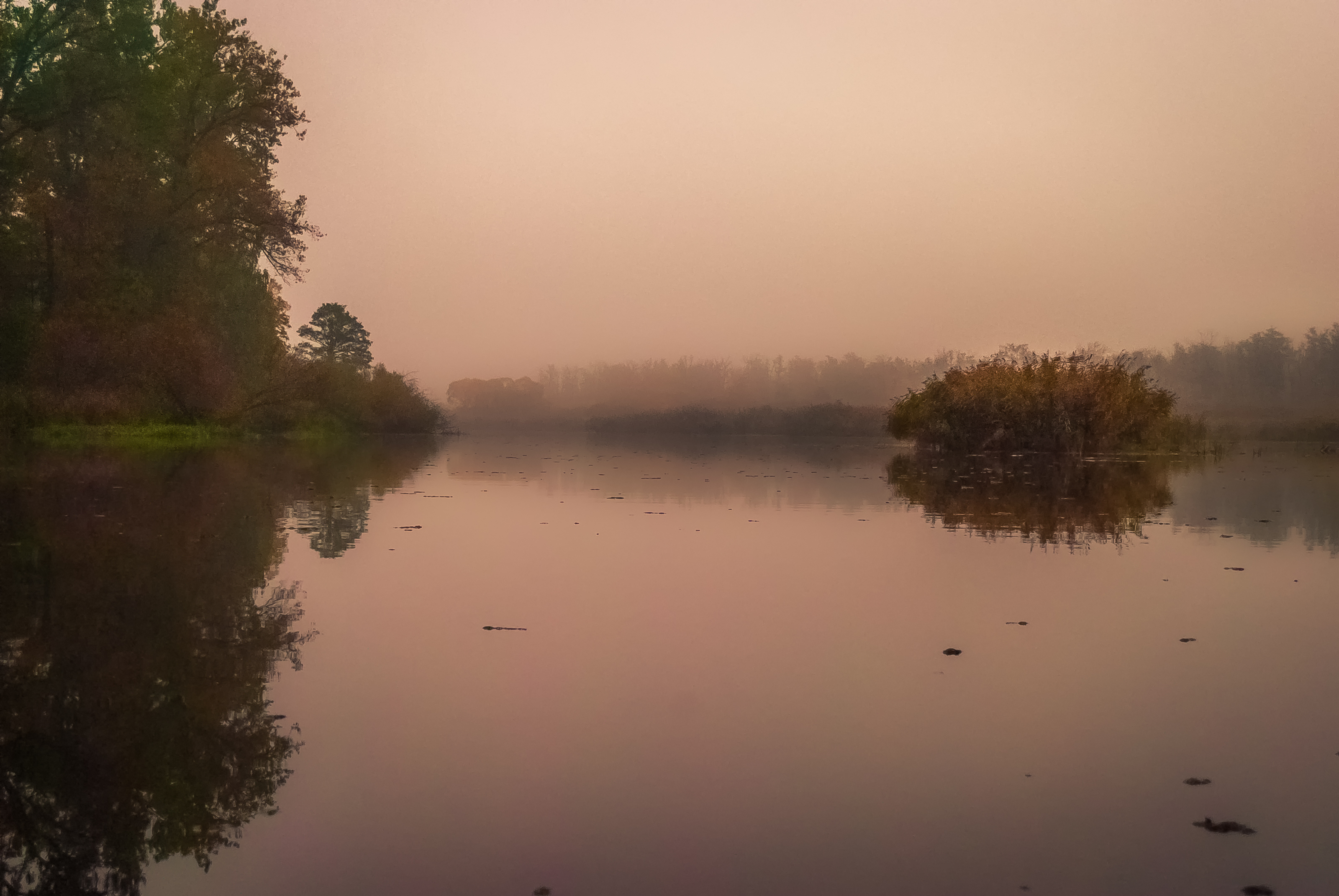
Jezero Dąbie
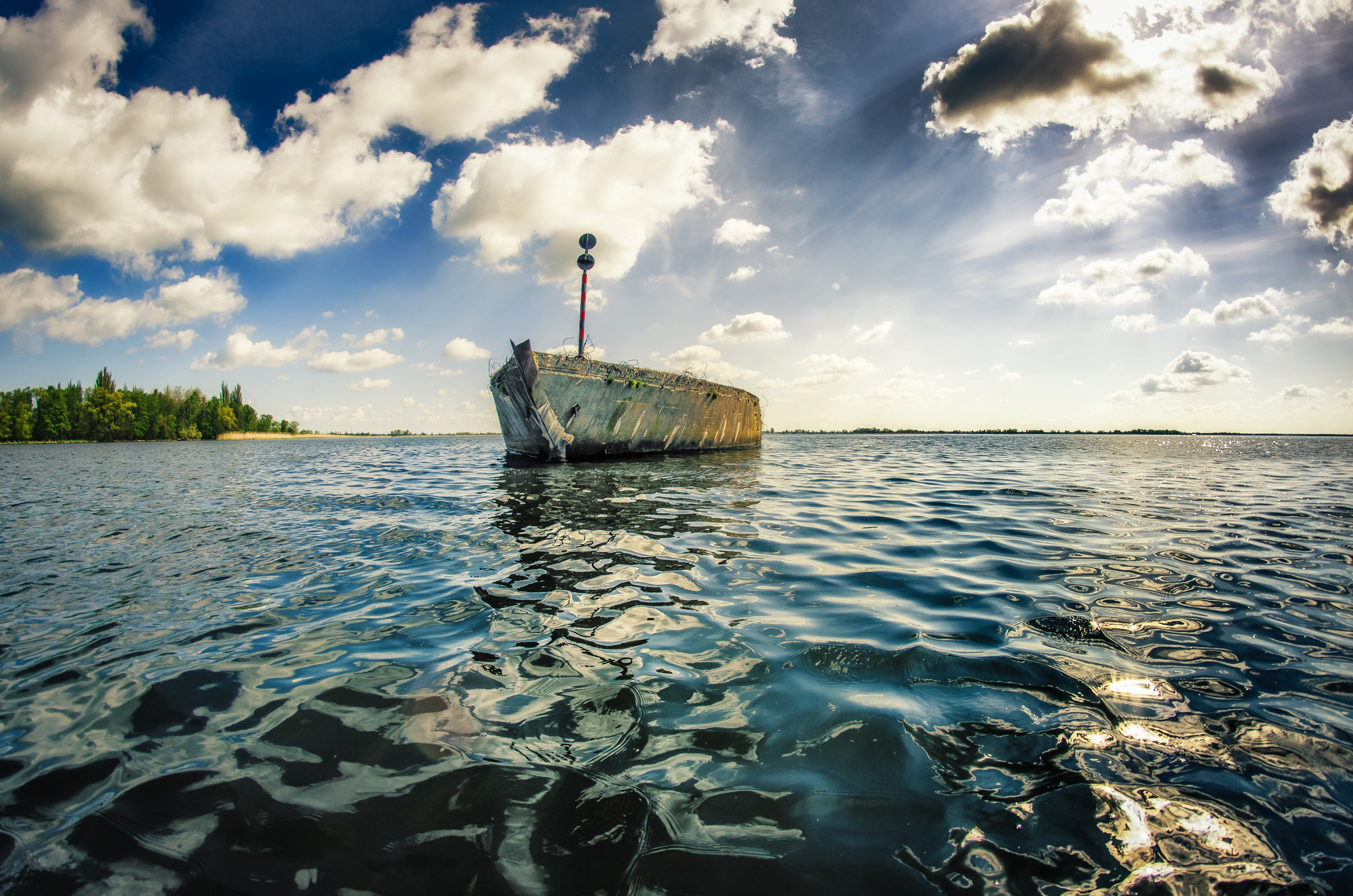
Jezero Dąbie
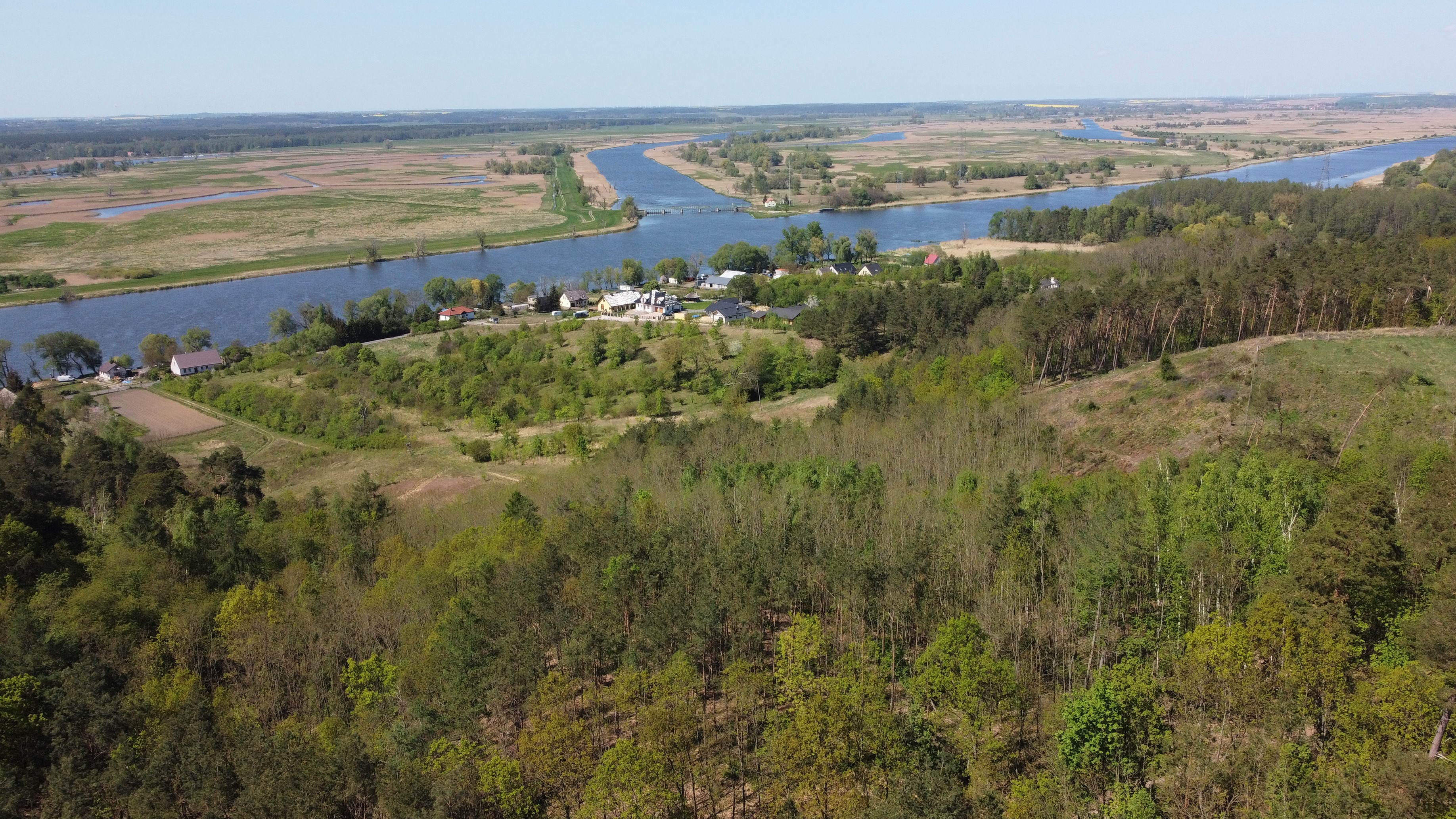
Letecký pohled, Widuchowa
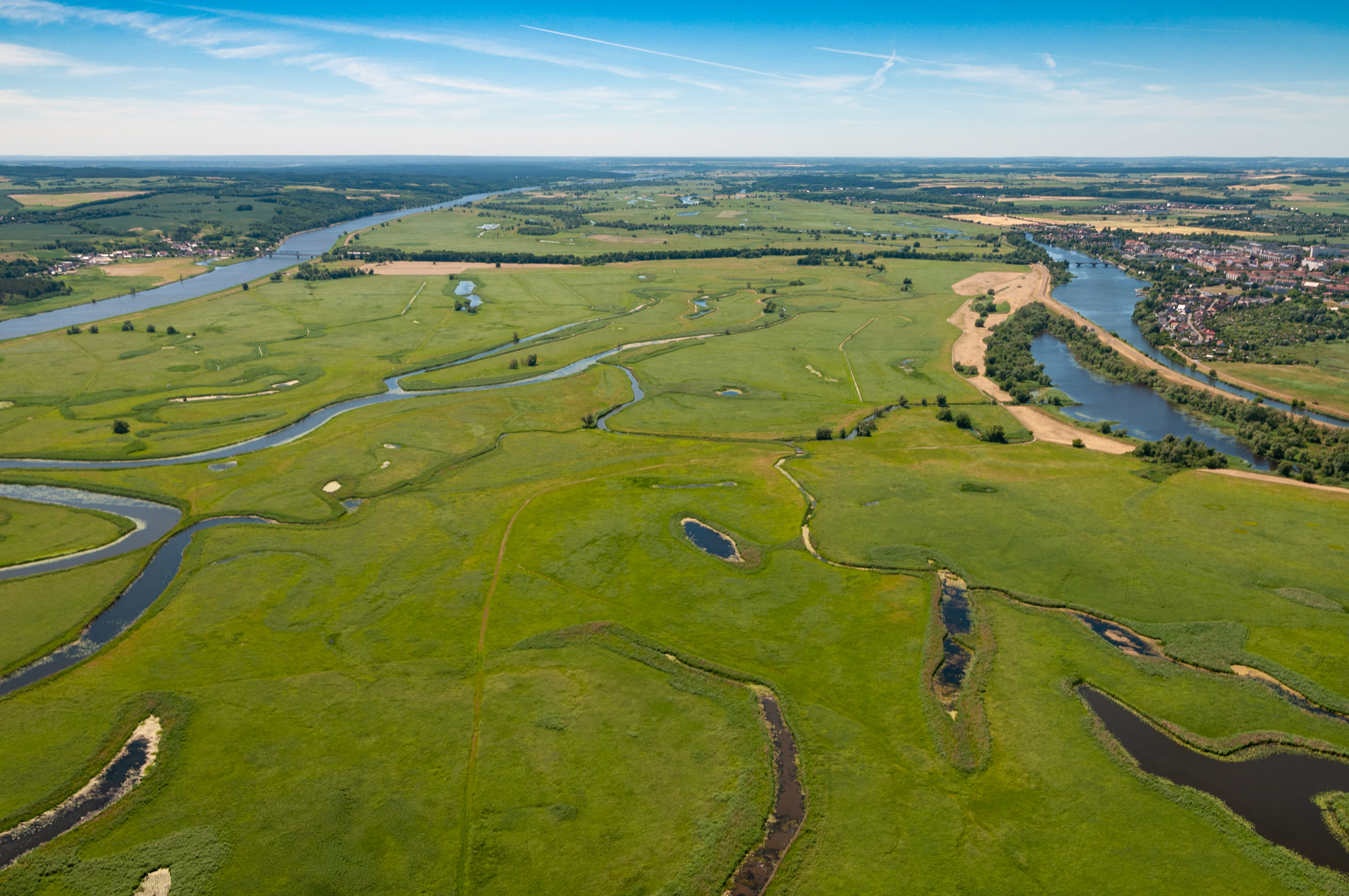
Letecký pohled
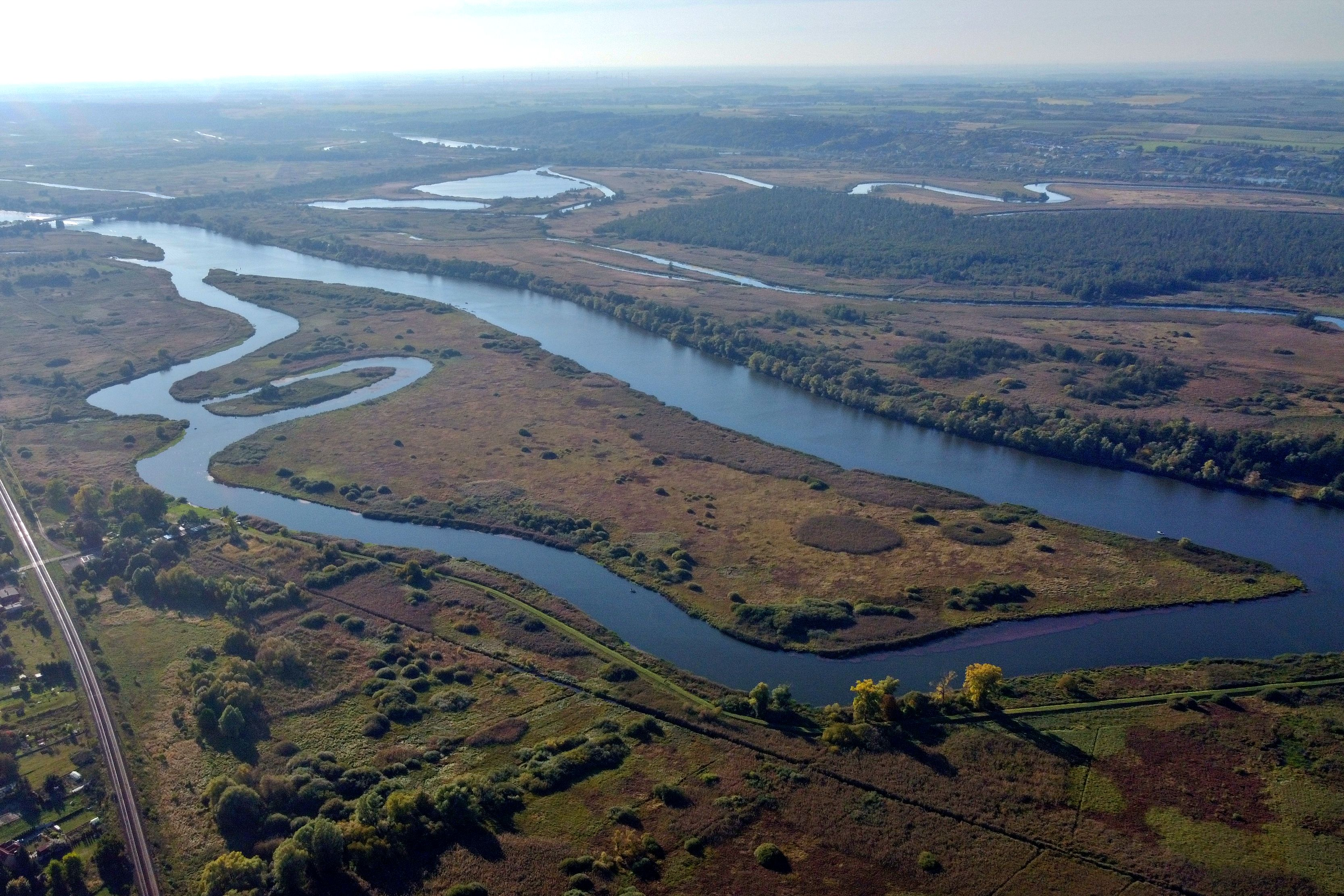
Ostrov Klucki
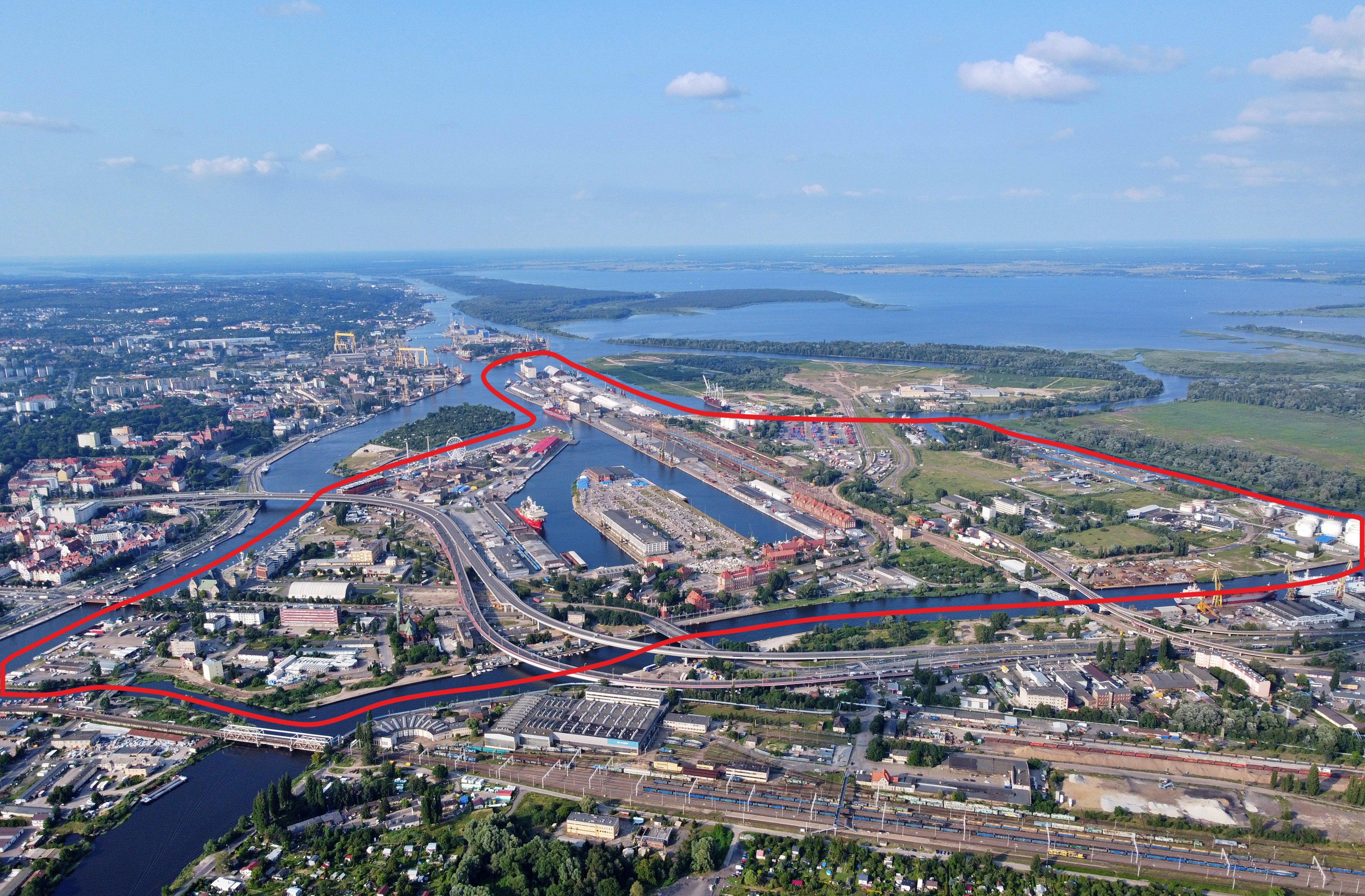
Štětín
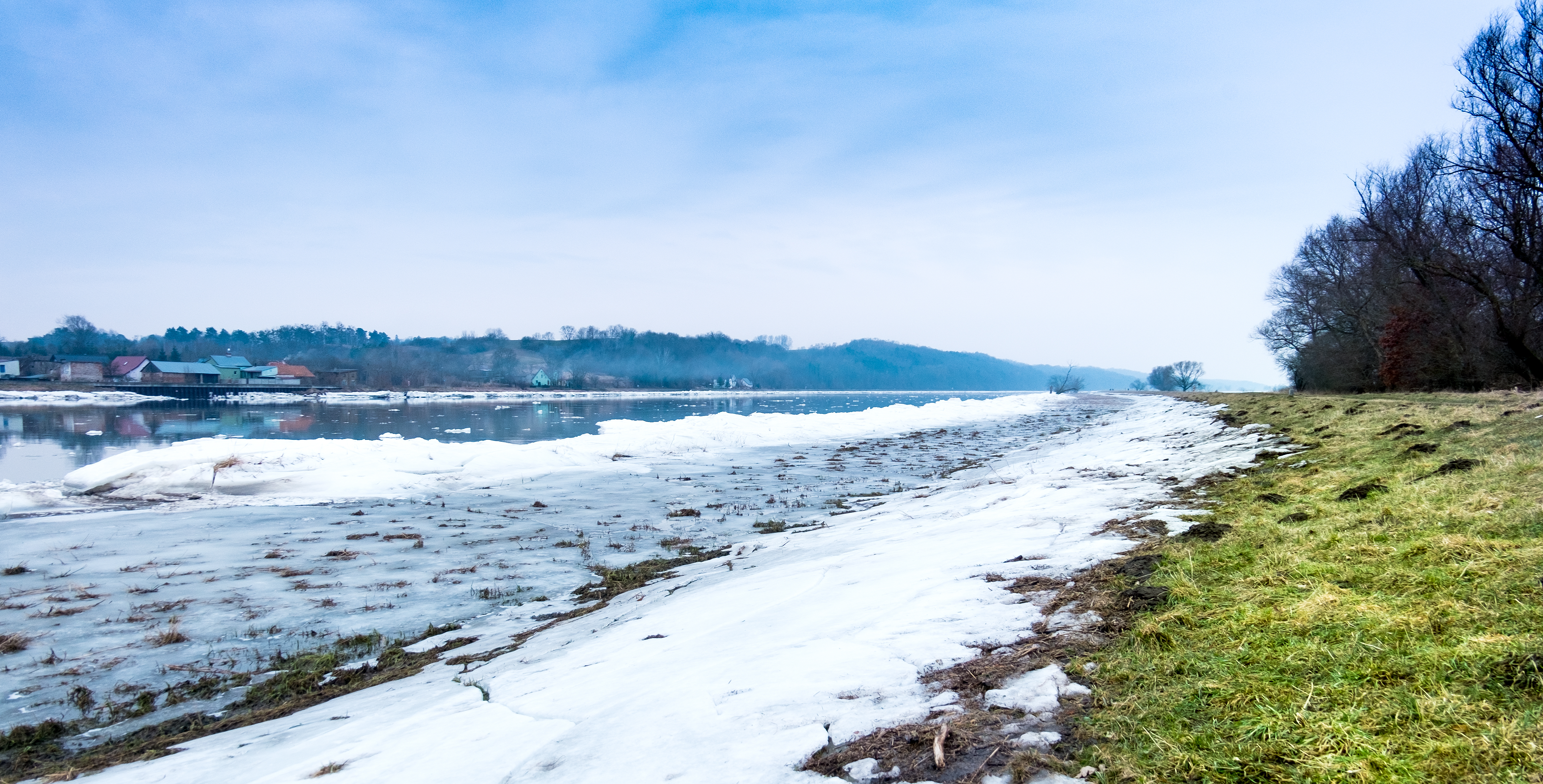
Krajnik Dolny